# 1118 Hanskya
Hanskya (asteróide 1118) é um asteróide da cintura principal com um diâmetro de 77,2 quilómetros, a 3,0473068 UA. Possui uma excentricidade de 0,0504955 e um período orbital de 2 100 dias (5,75 anos).
Hanskya tem uma velocidade orbital média de 16,62582377 km/s e uma inclinação de 13,98851º.
Esse asteróide foi descoberto em 29 de Agosto de 1927 por Sergei Belyavsky, Nikolaj Ivanov.